# 西館建通
西館 建通（にしだて たけみち）は、江戸時代中期の弘前藩士。

## 略歴
西館氏は津軽氏庶流一町田氏の傍流。
元文6年（1741年）、旗奉行となった。寛保3年（1743年）、津軽数馬の屋敷を与えられた。延享元年（1744年）には用人となり、翌延享2年（1745年）11月に家老となった。一般に文武兼備の士と誉れ高いが、「編乱日記」によると、奸臣・佐藤帯刀に与し、屋敷に江戸から呼び寄せた遊女を住まわせて藩主・津軽信著を招き、機嫌取りをしていたという。